# Alipie al Bizanțului
Alipie al Bizanțului (în greacă Ἀλύπιος, transliterat: Alipios; n. secolul II d.Hr. – d. 169 d.Hr., Bizanț, Imperiul Otoman, Turcia) a fost episcop al Bizanțului, slujind în timpul domniei împăratului Marcus Aurelius. Cu toate că nici data la care și-a căpătat titlul și nici anii în care a slujit nu sunt cunoscuți cu exactitate, se crede că mandatul lui a ținut din 166 și până în 169. 
Alipie l-a urmat pe Laurențiu al Bizanțului și a fost urmat de Pertinax al Bizanțului.